# Seiko Matsuda sweet days
『Seiko Matsuda sweet days』（セイコ・マツダ・スウィート・デイズ）は、松田聖子のベスト・アルバム。2018年1月31日発売。発売元はソニー・ミュージックダイレクト。

## 解説
松田聖子がデビュー以降にアナログEP盤でリリースした全シングル25枚のAB面50曲（SEIKO名義でリリースした「DANCING SHOES」は未収録）、更にボーナス・トラックとして「Seiko・plaza」のLP盤に特製クリスタルシングル盤として封入されていた2曲「WITH YOU」「小さなラブソング」を収録したCD3枚組の完全生産限定盤ベスト・アルバム。見開き紙ジャケット仕様でアナログシングル（EP盤）ジャケット両面復刻ブックレット付（内、『赤いスイートピー / 制服』は制服の表記が大きいレア・ジャケット）。Blue-spec CD 2仕様で収録曲はデジタルリマスタリングされている。
発売直後に即完売となったため再販を希望する声が多く上がり、同年7月18日に僅少枚数限定でアンコール再プレス発売された。

## 批評
CDジャーナルは「『旅立ちはフリージア』までの全シングル50曲を聴くにつれ、アイドルとアーティスト性の双方を持ちえた稀有な歌唱と表現力に感嘆。国民的アイドルの成長を一挙に追体験できる保存盤だ。」と評した。

## 収録曲

### Disc 1
作詞:三浦徳子（特記以外）浅川佐記子（10）松本隆（11〜18）
1. 裸足の季節　（3:43）
  - 作曲:小田裕一郎　編曲:信田かずお
2. RAINBOW 〜六月生まれ〜　（4:12）
  - 作曲:森家住吉　編曲:若草恵
3. 青い珊瑚礁　（3:39）
  - 作曲:小田裕一郎　編曲:大村雅朗
4. TRUE LOVE 〜そっとくちづけて〜　（3:02）　
  - 作曲:小田裕一郎　編曲:大村雅朗
5. 風は秋色　（4:08）
  - 作曲:小田裕一郎　編曲:信田かずお
6. Eighteen　（3:18）　
  - 作曲:平尾昌晃　編曲:信田かずお
7. チェリーブラッサム　（3:22）　
  - 作曲:財津和夫　編曲:大村雅朗
8. 少しずつ春　（3:28）　
  - 作曲:小田裕一郎　編曲:大村雅朗
9. 夏の扉　（3:30）　
  - 作曲:財津和夫　編曲:大村雅朗
10. 頬に潮風　（4:39）　
  - 作曲:森家住吉　編曲:松井忠重
11. 白いパラソル　（3:29）
  - 作曲:財津和夫　編曲:大村雅朗
12. 花一色〜野菊のささやき〜　（4:18）　
  - 作曲:財津和夫　編曲:瀬尾一三
13. 風立ちぬ　（4:34）　
  - 作曲:大瀧詠一　編曲:多羅尾伴内
14. Romance　（3:25）　
  - 作曲:平井夏美　編曲:船山基紀
15. 赤いスイートピー　（3:38）　
  - 作曲:呉田軽穂　編曲:松任谷正隆
16. 制服　（3:33）　
  - 作曲:呉田軽穂　編曲:松任谷正隆
17. 渚のバルコニー　（3:41）　
  - 作曲:呉田軽穂　編曲:松任谷正隆
18. レモネードの夏　（3:37）　
  - 作曲:呉田軽穂　編曲:新川博

### Disc 2
全作詞:松本隆
1. 小麦色のマーメイド　（3:34）　
  - 作曲:呉田軽穂　編曲:松任谷正隆
2. マドラス・チェックの恋人　（3:23）　
  - 作曲:呉田軽穂　編曲:松任谷正隆
3. 野ばらのエチュード　（4:04）　
  - 作曲:財津和夫　編曲:大村雅朗
4. 愛されたいの　（4:22）　
  - 作曲:財津和夫　編曲:大村雅朗
5. 秘密の花園　（3:30）　
  - 作曲:呉田軽穂　編曲:松任谷正隆
6. レンガの小径　（3:42）
  - 作曲:財津和夫　編曲:大村雅朗
7. 天国のキッス　（3:56）　
  - 作曲・編曲:細野晴臣
8. わがままな片想い　（4:00）　
  - 作曲・編曲:細野晴臣
9. ガラスの林檎　（3:56）　
  - 作曲:細野晴臣　編曲:細野晴臣・大村雅朗
10. SWEET MEMORIES　（4:35）　
  - 作曲・編曲:大村雅朗
11. 瞳はダイアモンド　（4:15）　
  - 作曲:呉田軽穂　編曲:松任谷正隆
12. 蒼いフォトグラフ　（3:54）　
  - 作曲:呉田軽穂　編曲:松任谷正隆
13. Rock'n Rouge　（4:14）　
  - 作曲:呉田軽穂　編曲:松任谷正隆
14. ボン・ボヤージュ　（4:30）
  - 作曲:呉田軽穂　編曲:松任谷正隆
15. 時間の国のアリス　（4:42）　
  - 作曲:呉田軽穂　編曲:大村雅朗
16. 夏服のイヴ　（4:43）　
  - 作曲:日野皓正　編曲:笹路正徳
17. ピンクのモーツァルト　（3:56）
  - 作曲:細野晴臣　編曲:細野晴臣・松任谷正隆
18. 硝子のプリズム　（3:33）
  - 作曲:細野晴臣　編曲:細野晴臣・松任谷正隆

### Disc 3
全作詞:松本隆（特記以外）
1. ハートのイアリング　（4:04）　
  - 作曲:Holland Rose　編曲:大村雅朗
2. スピード・ボート　（4:05）
  - 作曲:財津和夫　編曲:大村雅朗
3. 天使のウィンク　（3:59）
  - 作詞・作曲:尾崎亜美　編曲:大村雅朗
4. 七色のパドル　（4:46）
  - 作詞:小坂明子　作曲:NOBODY　編曲:大村雅朗
5. ボーイの季節　（4:33）
  - 作詞・作曲:尾崎亜美　編曲:大村雅朗
6. Caribbean Wind　（4:06）
  - 作曲・編曲:大村雅朗
7. Strawberry Time　（3:57）
  - 作曲:土橋安騎夫　編曲:大村雅朗
8. ベルベット・フラワー　（4:15）
  - 作曲:三谷泰弘　編曲:笹路正徳
9. Pearl-White Eve　（4:47）
  - 作曲:大江千里　編曲:井上鑑
10. 凍った息　（4:11）
  - 作曲:大江千里　編曲:井上鑑
11. Marrakech〜マラケッシュ〜　（3:53）
  - 作曲:Steve Kipner・Paul Bliss
  - 編曲:Steve Kipner・Paul Bliss・David Foster
12. No.1　（3:00）
  - 作曲・編曲:Paul Cooper・David Foster
13. 旅立ちはフリージア　（4:49）
  - 作詞:Seiko　作曲:タケカワユキヒデ　編曲:井上鑑
14. Angel Tears　（5:10）
  - 作詞:吉元由美　作曲:杏里　編曲:井上鑑
15. WITH YOU　（3:26）
  - 作曲・編曲:大村雅朗
16. 小さなラブソング　（4:27）
  - 作詞:SEIKO　作曲:財津和夫　編曲:瀬尾一三

## 規格品番
- 完全生産限定盤：MHCL-30478/80